# Kupfervergiftung
Bei einer erhöhten Zufuhr von Kupfer durch die Nahrung oder die Umwelt über einen längeren Zeitraum kann es zu einer Kupfervergiftung kommen. Ein erwachsener Mensch benötigt täglich ca. 1 bis 1,5 mg Kupfer.
Es gibt verschiedene Quellen in der Umwelt, die bei einer Langzeitbelastung zu einer Kupfervergiftung führen können, zum Beispiel durch einen erhöhten Kupferwert des Leitungswassers durch Verwendung alter Rohre oder durch die in der Landwirtschaft eingesetzten kupferhaltigen Fungizide und Pestizide.
Vor allem der Konsum von Tabakwaren und das Arbeiten in kupferverarbeitenden Betrieben führen zu einer erhöhten Belastung mit Kupfer.

## Symptome
Eine zu große Menge an Kupfer führt zu Arthritis und anderen Entzündungen im Bereich der Atemwege, des Verdauungstrakts und der Prostata, zudem kann eine erhöhte Kupferbelastung auch zu Bluthochdruck, einem erhöhten Herzinfarktrisiko und Störungen des Leberstoffwechsels führen. Zusätzlich sorgt ein erhöhter Kupferspiegel für die vermehrte Bildung von freien Radikalen und kann so zu Depressionen und Nervenkrankheiten führen. Bei der Erbkrankheit Morbus Wilson treten ähnliche Symptome auf. In diesem Fall ist die Funktion von Kupfertransportproteinen gestört, was die Ausscheidung von Kupfer behindert.
Bei Tieren führt eine Kupferintoxikation ab 300 ppm zu Leberzelluntergängen, die in der Regel aber noch symptomlos und regenerativer Natur sind. Intoxikationen ab 900 ppm führen zu irreversiblen Leberzelluntergängen und gelangen dann ins Blut, wo sie zu einer intravasalen Hämolyse führen. Dies wiederum zeigt sich als prähepatischer Ikterus. Das überschüssige Kupfer wird über die Nieren ausgeschieden und führt dort wiederum zu Ablagerungsnephrosen. Im Zentralnervensystem führt sowohl zu hoher als auch zu niedriger Kupfergehalt zu Demyelinisierungen und zentralen Ausfallserscheinungen wie Ataxie, wobei die Tiere meist schon vor dem Auftreten zentraler Symptome innerhalb von Stunden bis Tagen verenden.

## Behandlung
Sollte eine erhöhte Belastung durch Kupfer vorliegen, so kann die Ausscheidung des Kupfers durch Einnahme größerer Mengen von Mangan, Zink, Vitamin B6 sowie von alpha-Liponsäure beschleunigt werden.